# いっすねー!山脇
いっすねー!山脇（いっすねー やまわき、1985年9月28日 -）は、吉本興業所属のお笑い芸人。福岡県糟屋郡出身。本名は山脇 充（やまわき みつる）。よしもと新潟県住みます芸人。

## 概要
以前は『ザ☆忍者』というコンビで活動していたが、2017年2月26日で解散、ピン芸人となる。結婚を機に妻の地元である新潟県に移住。吉本興業の「よしもと新潟県住みます芸人」として新潟市に在住し、新潟県を拠点としたテレビレポーターとして活躍している。2017年7月より「社会を明るくする運動」新潟県推進大使に任命。2023年11月より燕市PR大使に任命。

## 書道について
幼稚園から書道を始め、小学4年生で書道7段を取得した。高校では書道部に入部し数々の賞を取る。作品がフランスのボルドー美術館に展示され、ある審査員に「書道を続けていけば、いずれ君の右腕は国宝になるであろう。」と言われたこともある。現在も、お笑いと書道の二足のわらじを履いている。

## 出演
- 夕方ワイド新潟一番（テレビ新潟）火曜日特集コーナー「バスで行こうぜ！」レギュラー[7]
- スマイルスタジアムNST（NST新潟総合テレビ）「山脇充のいかがで書」レギュラー[6][8]
- まるどりっ!サプリ（新潟テレビ21）レギュラー[9]
- 土曜ランチTV なじラテ。（新潟放送）不定期出演[10]